# Marinemaleri
Marinemaleri eller sømaleri er en malerigenre, hvis motiv er havet, ofte med skibe, og betegnelsen anvendes også for de enkelte malerier i genren.
Marinemaleriet har udskilt sig som selvstændigt fag fra landskabskunsten. Efter sagens natur er der en så lempelig overgang mellem disse to fag (som fx også mellem landskabs- og kvægstykket), at en direkte afgrænsning altid vil blive tilfældig og vilkårlig.
Selv om der spredtvis og andetsteds (Claude Lorrains marinebilleder fra Rhinen, Diego Velázquez) kan påvises tilløb til et sømaleri, så siges genren normalt at stamme fra 1600-tallet. Mens Salvator Rosa, i fortsættelse af det heroiske landskab, giver elementernes rasen, de frådende søer mellem vildt forrevne klipper, blev kunsten i Holland sømaleriets egentlige skaber. Vandets element måtte nu engang spille en stor rolle i dette lands på en gang kommercielt og malerisk anlagte befolkning. En af dets første dyrkere er Hendrick Cornelius Vroom; Abraham Willaerts (der dyrker enkeltheden: skibene, fiskerne, vandfladen etc.) og Jan Porcellis viser betydelige fremskridt. Simon de Vlieger, Jan van de Cappelle og Willem van de Velde den yngre betegner højdepunktet ved den fine gennemførelse af lufttonerne og den skønne maleriske helhed.
Andre kendte sømalere fra Hollander brødrene Bonaventura Peeters, Jan Peeters I og Gillis Peeters deres søster, Catharina Peeters, var også marinemaler, Ludolf Bakhuizen, Hendrick Dubbels, Abraham Storck, Jan Porcellis og Reinier Nooms (Zeeman) med videre. Fra Italien kan anføres Giuseppe Canales og Bernardo Bellottos venetianske prospekter; I 1700-tallet blev Frankrig dog den førende nation for marinemalerier, bl.a. med Claude Joseph Vernets havnestykker med de stærke effekter. I 1800-tallet fandt sømaleriet mange dygtige dyrkere i Frankrig, især fra den romantiske skole: Jean Antoine Théodore de Gudin, Eugène Isabey, Camille Roqueplan, Félix Ziem (havneprospekter), fra nyere tid bl.a. Claude Monet (Belle-Isle-serien); ligeledes hører marinerne til ny-impressionisterne Georges Seurats og Paul Signacs bedste ydelser.
I England har J.M.W. Turner virket banebrydende; andre anerkendte sømalere var bl.a. Augustus Wall Callcott og Clarkson Frederick Stanfield, senere Henry Moore, hollænderne var i 1800-tallet forblevet tro mod de gamle traditioner, og landets marinemalere fra denne periode tæller bl.a. Johannes Christiaan Schotel, Johannes Hermanus Barend Koekkoek, Hendrik Willem Mesdag, Carel Nicolaas Storm van 's-Gravesande og Willem Maris.
I Tyskland kan blandt ældre malere nævnes Caspar David Friedrich, Carl Becker, endvidere Andreas Achenbach, Eduard Hildebrandt, Oscar Eschke, Richard Eschke, Hans von Petersen, Hans von Bartels, Hans Bohrdt og Carl Saltzmann.
I Danmark bør C.W. Eckersberg, Anton Melbye, C.F. Sørensen nævnes og fra de andre skandinaviske lande Hans Gude, Marcus Larson, Karl Nordström, Axel Sjøberg.